# مسجد جامع اوز
مسجد جامع اوز مربوط به سدهٔ ۱۲ ه.ق است و در اوز، محلهٔ قدیمی لرد میری، خیابان طاهری واقع شده و این اثر در تاریخ ۲۵ اسفند ۱۳۷۹ با شمارهٔ ثبت ۳۳۹۳ به‌عنوان یکی از آثار ملی ایران به ثبت رسیده است.